# Akira Fubuki
Akira Fubuki (風吹 あきら, Fubuki Akira / Kazabuki Akira) est une AV Idol japonaise réputée pour « sa peau ambrée, ses mammelons bien formés et son faciès exotique ». Fubuki était une reine de l'AV extrêmement populaire au Japon à la fin des années 1990.

## Biographie et carrière
Akira Fubuki est née le 13 mars 1978 à Kanagawa, au Japon.
Elle débute comme mannequin de charme (shashinshu) et pose pour son premier album photo, Pistil (parution octobre 1996), à l'âge de 17 ans.
Dès novembre 1996, elle tourne pour la firme Alice Japan spécialisée dans la production de films pornographiques sa première vidéo, Dressy qui paraît en décembre 1996 sous le label de MAX-A. Pink Breath, sa seconde vidéo pour cette même entreprise est mis sur le marché en janvier 1997. L'anxiété de Fubuki devant la caméra est le point fort pour la vente du film. Kjell Fornander décrit ainsi l'initiation d'une « nouvelle venue » dans le monde de la vidéo pour adultes : « Le spectateur est invité à suivre, de film en film, son initiation à une sexualité naissante dont elle prend conscience par elle-même et l'acceptaion progressive des désirs les plus pervers venus du fond de son être. ».
D'autres vidéos de Fubuki la montrent dans le rôle d'une femme de service ayant des rapports sexuels avec son employeur, d'une enseignante ou d'une élève violée.
En adieu au monde de la distraction, elle publie, en décembre 1997, un album photos, So Long!, mettant ainsi un terme à sa carrière l'année même de ses débuts. Sa popularité persistant, une compilation de son œuvre est publiée en 2000 sous le titre Akira Fubuki Special puis en 2001 avec Akira Fubuki DX). Toujours largement appréciée à ce jour, ses produits sont encore disponibles en vidéo et VCD dans les magasins spécialisés en productions vidéo asiatiques, ainsi que sur le site web de distributeurs Japonais, sur Amazon.com et chez des chaînes de libraires comme Kinokuniya.

## Filmographie (partielle)
| Titre du film,                                 | Producteur  | Réalisateur       | Parution         |
| ---------------------------------------------- | ----------- | ----------------- | ---------------- |
| Dizziness 目眩                                 | Alice Japan |                   | 25 novembre 1996 |
| Dressy                                         | Calen/MAX-A | Kunino Nagayagawa | 20 décembre 1996 |
| Dirty Angel: Pink Breath ピンクな吐息          | Calen/MAX-A | Yuji Sakamoto     | 21 janvier 1997  |
| Goodbye: The Lusts of the Flesh 愛欲のオブジェ | Alice Japan | Taro Daibutsu     | 28 février 1997  |
| Immoral Lesson 背徳レッスン                    | Alice Japan | Kyosuke Murayama  | 25 mars 1997     |
| Baby Oil ベビィーオイル                        | Calen/MAX-A | Taro Daibutsu     | 25 avril 1997    |
| Akira Fubuki Special 風吹あきらスペシャル      | Alice Japan |                   | 20 octobre 2000  |
| Akira Fubuki DX 風吹あきらDX                   | MAX-A       |                   | 2 février 2001   |

- Master Video #100
- The Professional Mosaic Cutting Technique—Fubuki Akira
- Raw Fuck Heartbeaker - Fubuki Akira
- New Best—Fubuki Akira
- Perfect Condition—Fubuki Akira akira.fubuki.free.fr